# كورجون زوريخي
كورجون زوريخي (الاسم العلمي:Coregonus zuerichensis) هو نوع من الأسماك يتبع جنس الكورجون من فصيلة سمك السلمون.